# Teinolophos trusleri
Teinolophos
Genre
Espèce
Teinolophos trusleri est une espèce éteinte de monotrèmes ayant vécu au Crétacé inférieur en Australie.

## Description
Les fossiles ont été découverts en 1999 à Flat Rocks dans l'état de Victoria (Australie) par Rich et al. dans des roches datant du Crétacé inférieur à l'Aptien (123 millions d'années). Seule une mandibule avec une molaire a été trouvée. La molaire fait un sixième de la taille de celle de Steropodon galmani et ne comporte que deux racines. L'animal devait mesurer à peu près 10 centimètres de long. Le condyle maxillaire se trouve beaucoup plus haut que chez les monotrèmes modernes. L'observation de cette mâchoire met en doute la théorie selon laquelle, le passage d'une oreille interne composée d'un seul os (non-mammifères) à une oreille interne composée de trois os (mammifères) se serait effectué en une seule étape.

## Taxonomie
Teinolophos présente des similitudes avec le monotrème Steropodon, qui a également vécu au Crétacé inférieur en Australie, mais qui est beaucoup plus grand (environ 40 à 50 centimètres de long). Teinolophos est généralement placé dans la famille des stéropodontidés, bien qu'il pourrait avoir une position plus basale, comme l'indiquent T. H. Rich et al. en 2016.